# دیو بارنت (بازیکن فوتبال)
دیو بارنت (انگلیسی: Dave Barnett؛ زادهٔ ۱۶ آوریل ۱۹۶۷) بازیکن فوتبال اهل بریتانیا است.
از باشگاه‌هایی که در آن بازی کرده‌است می‌توان به باشگاه فوتبال وست برومویچ آلبیون، باشگاه فوتبال فارست گرین راورز، باشگاه فوتبال کولچستر یونایتد، باشگاه فوتبال ولورهمپتون واندررز، باشگاه فوتبال لینکولن سیتی، باشگاه فوتبال کیدرمینستر هاریرس، باشگاه فوتبال بیرمنگام سیتی، باشگاه فوتبال بارنت، باشگاه فوتبال آلوچورچ، باشگاه فوتبال پورت ویل، و باشگاه فوتبال والسال اشاره کرد.